# Kościół Wniebowzięcia Najświętszej Maryi Panny w Odelsku
Kościół Wniebowzięcia Najświętszej Maryi Panny w Odelsku – kościół katolicki w dekanacie Grodno-Zachód, w diecezji grodzieńskiej.

## Historia
Pierwsza świątynia została zbudowana z drewna w latach 1440-1490 i wyposażona z funduszy króla Kazimierza IV Jagiellończyka, powstała na planie krzyża i posiadała wieżę. W 1674 ukończono budowę obecnego, barokowego kościoła, który w tym samym roku został konsekrowany przez ks. biskupa sufragana Mikołaja Słupskiego. Pierwszym proboszczem był ks. Paweł Ciechanowicz, kapelan króla Zygmunta I Starego, którego reprezentowali komendarze (wikarzy). Parafia odelska posiadała bardzo duże terytorium, w jej skład wchodziły poza Odelskiem również Krynki i Kużnica Białostocka, w 1781 liczyła 4319 wiernych. Kościół otaczał obszerny cmentarz, w 1874 kościół gruntownie wyremontowano, a w 1895 cmentarz został otoczony murem. W 1937 ks. Marcin Puzyrewski ufundował nowe stacje Męki Pańskiej, stare przekazano do kościoła w Kopciówce. Kościół był czynny przez cały czas istnienia Białoruskiej SRR.

## Architektura
Świątynia trzynawowa z transeptem i pięciokątną absydą z dwiema symetrycznie wybudowanymi zakrystiami. Bryła jest zdominowana przez nawę główną posiadającą wysokie sklepienie, nakryte czterospadowym dachem, od frontu kalenica zakończona jest niewielką kopułą posadowioną na niewysokim bębnie. Boczne elewacje podzielone są pionowymi pilastrami, pomiędzy którymi umieszczono zwieńczone łukowo podwójne okna, całość jest opasana niewielkim okapem.
Wnętrze składa się z nawy głównej oddzielonej od stanowiących nawy boczne korytarzy pięcioma parami arkadowych kolumn, w otwartej absydzie z szerokimi łukowatymi prześwitami. W 1736 sporządzono spis inwentarza, większa część wyposażenia znajduje się w świątyni do czasów współczesnych. Ołtarz główny posiadający trzy kondygnacje, w centralnej części znajdował się obraz Najświętszej Marii Panny, uznawany za cudowny. Po bokach obrazu znajdowały się dwie kolumny z kapitelami oraz figury św. Jana i św. Józefa. Na drugiej kondygnacji umieszczony był obraz Trójcy Świętej, a pomiędzy dwoma kolumnami były figury Anioła Stróża i św. Michała. Po prawej stronie znajdował się dwukondygnacyjny ołtarz w wyobrażeniem św. Franciszka serafickiego, na wyższej kondygnacji umieszczony był krzyż. Po lewej stronie stał zamykany drzwiczkami ołtarz poświęcony Matce Bożej Szkaplerznej, również dwukondygnacyjny, na pierwszej kondygnacji znajdował się obraz Matki Bożej Szkaplerznej, na drugiej obraz Imienia Jezus i Maryi. Ponadto istniały dwa mniejsze ołtarze, jednym był ołtarz św. Antoniego z Padwy, który był dwukondygnacyjny, powyżej obrazu św. Antoniego umieszczono obraz Zwiastowania NMP. Drugi umieszczono po lewej stronie kościoła przy ambonie i poświęcony był św. Kazimierzowi, pod nim znajdowała się krypta, w której chowano zmarłych księży. W II poł. XIX ołtarz św. Kazimierza zastąpiono ołtarzem Przemienienia Pańskiego.
Obecnie w świątyni znajdują się ołtarze: Matki Bożej Odelskiej, oraz (od lewej): Serca Jezusowego, Przemienienia Pańskiego, św. Antoniego Padewskiego, Matki Bożej Szkaplerznej.
Ochrzczono tu Karola Piotra Pancerzyńskiego oraz bp. Tadeusza Kondrusiewicza.